# Campeonato Europeo de Esgrima de 2004
El XVII Campeonato Europeo de Esgrima se realizó en Copenhague (Dinamarca) entre el 29 de junio y el 4 de julio de 2004 bajo la organización de la Confederación Europea de Esgrima (CEE) y la Federación Danesa de Esgrima.
Las competiciones se realizaron en el Pabellón Valby de la capital danesa.

## Medallistas

### Masculino
| Evento              | Oro                                                                                   | Plata                                                                               | Bronce                                                                                     |
| ------------------- | ------------------------------------------------------------------------------------- | ----------------------------------------------------------------------------------- | ------------------------------------------------------------------------------------------ |
| Florete individual  | Richard Breutner · Alemania                                                           | Renal Ganeyev · Rusia                                                               | Michael Ludwig · Austria · Andrzej Witkowski · Polonia                                     |
| Florete por equipos | Yuri Molchan · Viacheslav Pozdniakov · Renal Ganeyev · Ruslan Nasibulin · Rusia       | Tomasz Ciepły · Andrzej Witkowski · Sławomir Mocek · Wojciech Szuchnicki · Polonia  | Marco Ramacci · Matteo Zennaro · Andrea Baldini · Giuseppe Alongi · Italia                 |
| Espada individual   | Christoph Marik · Austria                                                             | Rémy Delhomme Francia                                                               | Robert Andrzejuk · Polonia · Pavel Kolobkov · Rusia                                        |
| Espada por equipos  | Marcel Fischer · Benjamin Steffen · Fabian Kauter · Dominik Saladin · Suiza           | Robert Andrzejuk · Tomasz Motyka · Adam Wiercioch · Krzysztof Mikołajczak · Polonia | Fredrik Nilsson · Magnus Malmgren · Robert Dingl · Paul Fogelberg · Suecia                 |
| Sable individual    | Stanislav Pozdniakov · Rusia                                                          | Marcin Koniusz · Polonia                                                            | Serguei Sharikov · Rusia · Alexei Yakimenko · Rusia                                        |
| Sable por equipos   | Serguei Sharikov · Alexei Yakimenko · Stanislav Pozdniakov · Alexei Diachenko · Rusia | Maciej Tomczak · Rafał Sznajder · Adam Skrodzki · Marcin Koniusz · Polonia          | Volodymyr Kaliuzhny · Oleh Shturbabin · Volodymyr Lukashenko · Vladyslav Tretiak · Ucrania |

### Femenino
| Evento              | Oro                                                                                      | Plata                                                                                   | Bronce                                                                                         |
| ------------------- | ---------------------------------------------------------------------------------------- | --------------------------------------------------------------------------------------- | ---------------------------------------------------------------------------------------------- |
| Florete individual  | Laura Badea-Cârlescu · Rumania                                                           | Svetlana Boiko · Rusia                                                                  | Claudia Pigliapoco · Italia · Anna Rybicka · Polonia                                           |
| Florete por equipos | Roxana Scarlat · Laura Badea-Cârlescu · Cristina Stahl · Corina Indrei · Rumania         | Yekaterina Yusheva · Viktoriya Nikishina · Yevgueniya Lamonova · Svetlana Boiko · Rusia | Margherita Granbassi · Claudia Pigliapoco · Benedetta Durando · Elisa Di Francisca · Italia    |
| Espada individual   | Nataliya Konrad · Ucrania                                                                | Anna Sivkova · Rusia                                                                    | Hajnalka Tóth · Hungría · Oxana Yermakova · Rusia                                              |
| Espada por equipos  | Tatiana Logunova · Karina Aznavurian · Anna Sivkova · Oxana Yermakova · Rusia            | Renáta Fodor · Hajnalka Tóth · Dóra Kiskapusi · Emese Szász · Hungría                   | Beata Tereba · Małgorzata Stroka · Magdalena Kumiet · Barbara Ciszewska-Andrzejewska · Polonia |
| Sable individual    | Aleksandra Socha · Polonia                                                               | Yekaterina Fedorkina · Rusia                                                            | Ilaria Bianco · Italia · Cătălina Gheorghițoaia · Rumania                                      |
| Sable por equipos   | Sofia Velikaya · Yelena Nechayeva · Svetlana Kormilitsyna · Yekaterina Fedorkina · Rusia | Irina Covaliu · Cătălina Gheorghițoaia · Andreea Pelei · Dorina Mihai · Rumania         | Ilaria Bianco · Rosanna Pagano · Marianna Tricarico · Francesca Buccione · Italia              |

## Medallero
| Núm. | País     | Oro | Plata | Bronce | Total |
| ---- | -------- | --- | ----- | ------ | ----- |
| 1    | Rusia    | 5   | 5     | 4      | 14    |
| 2    | Rumania  | 2   | 1     | 1      | 4     |
| 3    | Polonia  | 1   | 4     | 4      | 9     |
| 4    | Austria  | 1   | 0     | 1      | 2     |
| 4    | Ucrania  | 1   | 0     | 1      | 2     |
| 6    | Alemania | 1   | 0     | 0      | 1     |
| 6    | Suiza    | 1   | 0     | 0      | 1     |
| 8    | Hungría  | 0   | 1     | 1      | 2     |
| 9    | Francia  | 0   | 1     | 0      | 1     |
| 10   | Italia   | 0   | 0     | 5      | 5     |
| 11   | Suecia   | 0   | 0     | 1      | 1     |
|      | TOTAL    | 12  | 12    | 18     | 42    |